# هوارد إم. إرفين
هوارد إم. إرفين (بالإنجليزية: Howard M. Ervin)‏ هو كاتب أمريكي، ولد في 21 سبتمبر 1915 في بنسيلفانيا في الولايات المتحدة، وتوفي في 12 أغسطس 2009 في تلسا في الولايات المتحدة.